# 小松康伸
小松 康伸（こまつ やすのぶ、1960年3月17日 - ）は、日本のシンガーソングライター、プロゴルファー、ゴルフレッスンスタジオ・アーバンウェスト代表。東京都出身。ロックバンド1960のメンバーで、ボーカルとギターを担当。作詞、作曲家としても活動する。

## 経歴
1973年、バンド「マッチボックス」を結成。その後、「HELLEN」、「CASSY」、「TRUX」とバンド遍歴を重ねる。
1986年、CBS・ソニー（現・ソニー・ミュージックレコーズ）からソロデビュー。当時の所属事務所は「ハートランド」。
1987年、8月22-23日にかけて行われた日本初のオールナイト・ロック・フェスティバル「BEAT CHILD」に出演。
2001年、1960を結成（Vo.G 小松康伸/Vo,G 飯塚まもる/Dr 伊藤真視/G 奥田富夫/B 矢野孝良） 
2010年、1960として、NHK主催の平均年齢40歳以上のアマチュアバンドコンテスト『熱血!オヤジバトル』に出場。全国437組のエントリーグループの中、「草野球だぜ!ベイビー」でグランプリを獲得。同年9月、受賞曲を含むアルバム『Boy's Heart』をキャッスルレコードよりリリース。
2012年3月放送の『松本人志のコントMHK』最終回にてコント初挑戦。役名は「アレン」。
2014年、Shake it up☆Babys結成（Vo gr小松康伸　Vo gr直塚光弘　B矢野孝良　D田中辰斗）
2016年、TRUX結成（vo Gr小松康伸　B矢野孝良　D小川GAAA　key久保田響）

## 人物
一度は音楽活動を休止し、ゴルフのティーチングプロとして活動していた。現在は都内を中心に積極的なライブ活動を行っている。
1960ではギターを担当しているが、矢野がメンバー加入前の2006年まではベーシストだった。

## 音楽活動遍歴
- 1973年　「マッチボックス」結成
- 1975年　「HELLEN」結成
- 1977年　「CASSY」結成
- 1979年　「TRUX」結成
- 1984年　 元ツイストのふとがね金太のツアーにギタリストとして参加
- 1986年　 ソロデビュー
- 1987年　「HIROSIMA1987〜1997」出演
- 2001年　「1960」結成
- 2014年　「Shake it up☆Babys」結成

## ディスコグラフィー

### シングル
| #           | 発売日        | タイトル               | B面             | 規格        | 規格品番    |
| CBS・ソニー | CBS・ソニー   | CBS・ソニー            | CBS・ソニー     | CBS・ソニー | CBS・ソニー |
| ----------- | ------------- | ---------------------- | --------------- | ----------- | ----------- |
| 1st         | 1986年5月21日 | The LONELY NIGHT       | I'm Missing You | 12inch      | 12AH-2027   |
| 2nd         | 1987年4月22日 | 鏡の中の偽りのフェイス | Brown Eyes      | EP          | 07SH-1907   |

### アルバム

#### オリジナルアルバム
|             | 発売日         | タイトル     | 規格        | 規格品番    |
| CBS・ソニー | CBS・ソニー    | CBS・ソニー  | CBS・ソニー | CBS・ソニー |
| ----------- | -------------- | ------------ | ----------- | ----------- |
| 1st         | 1986年10月22日 | First Blood  | LP          | 28AH-2089   |
| 1st         | 1986年10月22日 | First Blood  | CD          | 32DH-520    |
| 2nd         | 1987年7月22日  | Feel So Good | LP          | 28AH-2209   |
| 2nd         | 1987年7月22日  | Feel So Good | CD          | 32DH-706    |

### その他
- 1988年　草地章江 - 「SAILING ALONE」（作曲）
- 2011年　江本有利 - 「ぐでんぐでん」（編曲）